# Ricardo Mella
Pour les articles homonymes, voir Mella.
Ricardo Mella Cea (né le 23 avril 1861 à Vigo (Espagne) - mort le 7 août 1925) est un pédagogue libertaire, écrivain, penseur et  militant anarchiste.

## Biographie

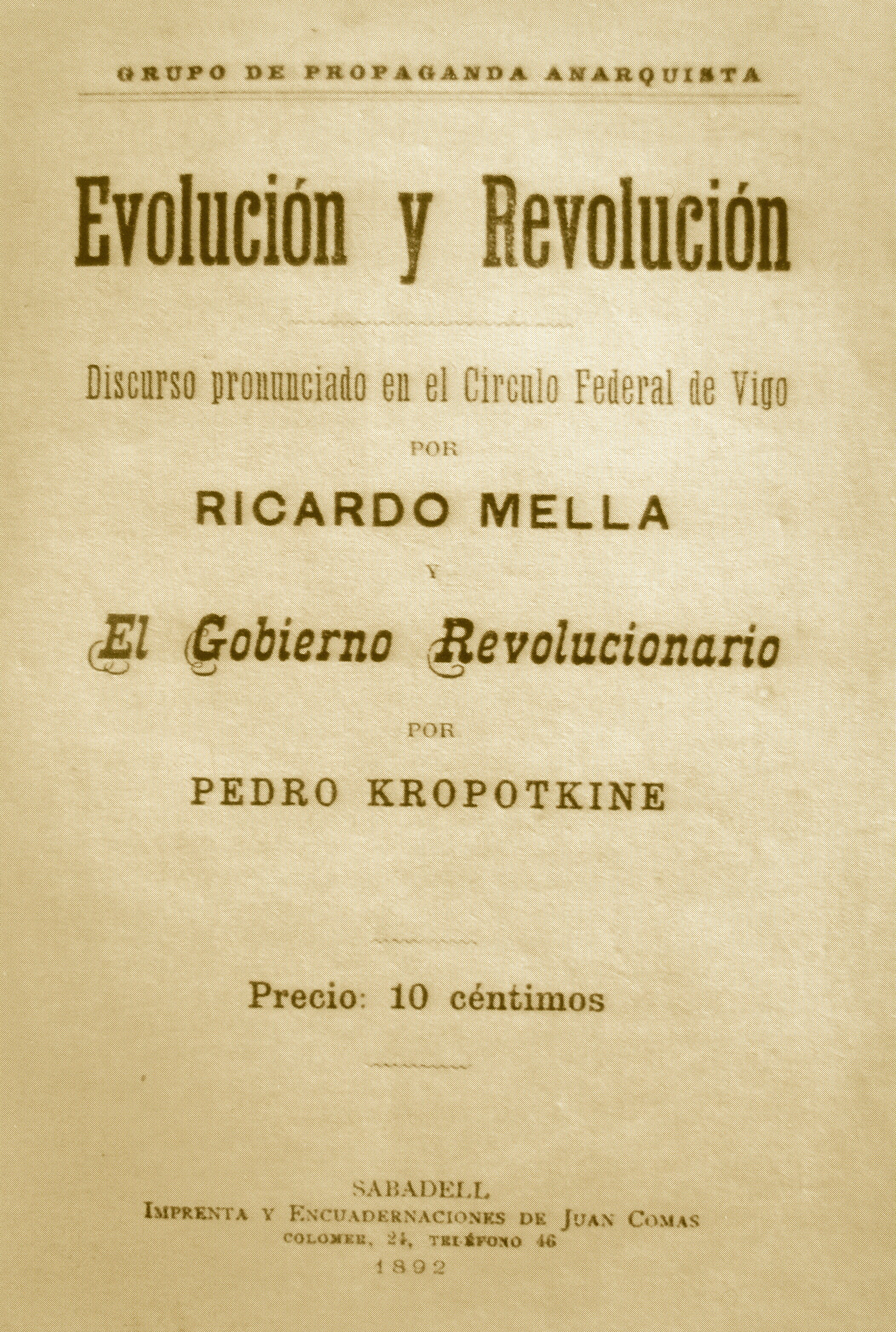
Discours dans le Círculo Federal a Vigo.

Ricardo Mella est né et a fait ses études primaires à Vigo. Il a été élevé avec des idéaux républicains et démocratiques, son père, militant du  républicanisme fédéraliste était un admirateur de Francisco Pi i Margall. À 16 ans il a adhéré et a été secrétaire du  Parti républicain démocratique fédéral (parti politique de l'époque du Sexenio Democrático), défendant ainsi les idées d'une république fédérale et espérant l'autonomie politique et administrative de la Galice.

## Œuvre

### Articles et essais
- El problema de la emigración en Galicia. Monographie
- Diferencias entre el comunismo y el colectivismo. Monographie
- La reacción en la revolución. Article publié dans la revue  Acracia de Barcelone.
- La Anarquía no admite adjetivos publié dans La Solidaridad
- La Anarquía: origen progreso, evoluciones, definiciones e importancia actual y futura de éste principio social
- Breves apuntes sobre las pasiones humanas
- La nueva utopía
- El colectivismo
- Organización, agitación y revolución
- El crimen de Chicago (reseña histórica)
- La ley del número. Sobre la ficción democrática
- A los campesinos
- En defensa de la anarquía
- Doctrina y combate
- L’anarchie, 1889, texte intégral.

### Livres
- Le Socialisme en Espagne, Éditions Espoir, 1974.
- Cesare Lombroso y los anarquistas (Cesare Lombroso et les anarchistes) -  édition en galicien : Lombroso e os anarquistas, Editions  Xerais,  (ISBN 84-8302-398-9).
- Plumazos, articles
- Ideario, avec un prologue de Josep Prat.

### Traductions
- Dios y el Estado de Bakounine
- La Anarquía de Errico Malatesta
- La ciencia moderna y el anarquismo de Pierre Kropotkine

## Hommages
- La ville de Vigo a donné son nom à l'une des grandes artères de la ville.
- Juan José Morató, militant socialiste a écrit une biographie de Mella dans Lideres del Movimiento Obrero Español, Madrid, 1972.
- José Villaverde a édité à son compte les œuvres complètes de Mella.

## Commentaire
Pour Gaston Leval : « Ouvrier chapelier, il devint ingénieur par ses propres efforts. En possession d’une vaste culture, il a été le théoricien le plus marquant de l’anarchisme en Espagne. Esprit rigoureusement logique et scientifique, de conception ample et d’originalité vigoureuse, il peut, si nous excluons Proudhon, être placé à côté des meilleurs théoriciens anarchistes français. Il joint à cela un style souvent magnifique qui n’est jamais que la conséquence de la force de sa pensée. Ses écrits sont toujours brefs et décisifs. Sa réplique au livre de Lombroso : Les Anarchistes, est d’une valeur polémiste incomparable ». L’idée anarchiste, 18 mars 1924

### Notices
- Système universitaire de documentation : publications liées.
- L'Éphéméride anarchiste : notice biographique.
- René Bianco, 100 ans de presse anarchiste : notice.
- RA.forum : notice.
- (es) Miguel Iñiguez, Esbozo de una Enciclopedia histórica del anarquismo español, Fundación de Estudios Libertarios Anselmo Lorenzo, Madrid, 2001, pp. 398-399.